# Football Club Ulaanbaatar
Football Club Ulaanbaatar é um clube de futebol mongol com sede na capital Ulan Bator. O clube disputa a primeira divisão nacional, ou Undesniy Deed Lig, como é conhecida localmente.

## História
O clube foi fundado como associação em 2010, mas apenas em 19 de maio de 2011 ergueu sua seção de futebol. E nesse mesmo ano, o clube conseguiu vencer a liga como estreante.

## Títulos
- Undesniy Ligin: 2011

## Jogadores notáveis
- Kim Myong-Won[5]
- Amgalan Dashdezhidyin Gamboa